# Interatherium
Interatherium è un genere estinto di mammiferi notoungulati, appartenente ai tipoteri. Visse nel Miocene inferiore - medio (circa 17 - 11 milioni di anni fa) e i suoi resti fossili sono stati ritrovati in Sudamerica.

## Descrizione
Questo animale, della taglia simile a quella di un odierno visone americano (era lungo circa 40 centimetri esclusa la coda), era dotato di una morfologia piuttosto insolita se rapportata a quella dei suoi più stretti parenti. Al contrario di forme come Protypotherium, Interatherium possedeva zampe corte e robuste, e un corpo lungo e simile a quello di una donnola. Le zampe anteriori erano dotate di quattro dita. Le falangi ungueali erano compresse lateralmente, e alcune di queste erano divise.  
Il cranio di Interatherium era altrettanto aberrante: era infatti molto più compatto di quello di altri tipoteri arcaici, e il muso era come se fosse stato schiacciato. La mandibola, in particolare, era molto profonda e alta, sporgeva all'indietro e possedeva notevoli tacche per l'inserzione di potenti muscoli masseteri (uno dei principali muscoli atti a masticare nei mammiferi). Il muscolo massetere si ancorava a una flangia ossea di grandi dimensioni posta nella parte bassa della mascella, nota come processo discendente. Questo processo, praticamente assente negli altri animali simili (gli interateri) era invece ben sviluppato nei glittodonti, i grandi mammiferi corazzati simili ad armadilli. Come gli altri interateri, Interatherium possedeva una dentatura completa, comprendente 44 denti, ma differiva per avere un diastema tra gli incisivi e i premolari. Lo spazio era accentuato dalle dimensioni dell'ultimo incisivo e del canino, così piccoli da essere assenti in alcuni esemplari.

## Classificazione
Interatherium venne descritto per la prima volta nel 1887 da Florentino Ameghino, sulla base di resti fossili ritrovati nella provincia di Santa Cruz, in Argentina, in terreni del Miocene inferiore. La specie tipo è Interatherium robustum, particolarmente ben conosciuta, ma allo stesso genere sono state in seguito attribuite numerose altre specie (I. anguliferum, I. brevifrons, I. dentatum, I. interruptum, I. rodens, I. supernum, I. excavatus), molte delle quali sono state poi considerate identiche alla specie tipo. 

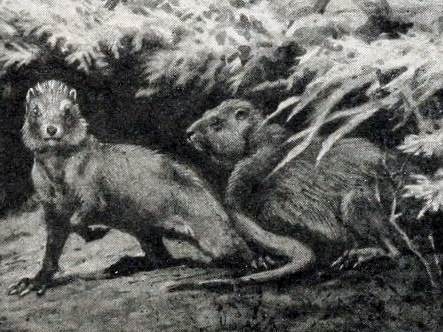
Ricostruzione di Interatherium robustum nel suo ambiente naturale

Interatherium è il genere eponimo della famiglia Interatheriidae, comprendente numerosi notoungulati di medie dimensioni tipici del Miocene; Interatherium era comunque un genere aberrante, e potrebbe essere stato strettamente imparentato con Cochilius. 

## Paleobiologia
A causa delle zampe corte e del corpo allungato, alcuni paleontologi ritengono che Interatherium possa essere stato un animale scavatore che viveva in tane ipogee, ma le zampe non mostrano particolari adattamenti in questo senso. Era sicuramente un animale erbivoro che si nutriva di foglie, erba e vegetazione che cresceva a livello del terreno, forse vicino a specchi d'acqua.